# دانشگاه ماربورگ
دانشگاه ماربورگ (به آلمانی: Philipps-Universität Marburg) یک دانشگاه تحقیقاتی دولتی در ماربورگ واقع در ایالت هسن آلمان است که در سال ۱۵۲۷ میلادی توسط فیلیپس یکم هسه به‌عنوان یک دانشگاه پروتستان در ماربورگ تأسیس شد.
این دانشگاه قدیمی‌ترین دانشگاه پروتستان است که هنوز وجود دارد، و تعداد دانشجویانش به ۲۵٬۰۰۰ نفر می‌رسد.

## دانش‌آموختگان ایرانی سرشناس
دکتر محمدتقی رهنمایی استاد جغرافیای دانشگاه تهران